# Vännfors
Vännfors är en by i Vännäs kommun, belägen vid nedre delen av Vindelälven. SCB har för bebyggelsen avgränsat en småort med namnet Vännfors norra och Inibyn. Byn har en historia som åtminstone går tillbaks till 1540-talet. 

## Historia
Vännfors är en av tolv vännäsbyar som omnämns i de äldsta skattelängderna över Umeå socken (från 1540-talet). Den första kända beskrivningen av byn är dock från 1785, då en lantmästare i samband med byns avvittring (avskiljning av byamark från kronomark) beskrev byn och även upprättade en byakarta. Denna beskrivning baserade sig på en skrivelse från 1775 då byn Tavelsjös gräns mot Vännfors bestämdes, vilken i sin tur går tillbaks på ett tingsprotokoll från Umeå den 9 oktober 1690. På ett liknande sätt kan gränsen mellan Vännfors och grannbyar som till exempel Spöland och Brattby härledas tillbaks i historien genom protokoll och överenskommelser.

## Kända personer
Lisa Miskovsky är uppväxt i Vännfors och bodde där fram till sjunde klass.